# Adam Heinrich von Steinau
Adam Heinrich książę von Steinau (ur. 1640 w Německu, zm. 1712 w Nebílovach) – feldmarszałek saski.

## Życiorys
W latach 1685–1688 służył w bawarskim kontyngencie w czasie walk na Węgrzech z Imperium osmańskim, później brał udział w wojnie Francji z Ligą przeciw Francji i oblężeniu Moguncji w 1689. W 1685 na służbie Republiki Weneckiej przeciw Turkom. W latach 1695–1696 w służbie elektora saskiego Fryderyka Augusta I jako dowódca na Węgrzech przeciw Turkom.
27 września 1699 awansowany na feldmarszałka. W czasie III wojny północnej w imieniu króla Polski Augusta II Mocnego bierze udział w obronie Liwonii, w kampanii w Kurlandii i oblężeniu Rygi pomiędzy lutym a listopadem 1700. W czerwcu w bitwie pod Jungfernhof (Jumpravmuiža, Jumprava) koło Rygi rozbija wojska szwedzkiego generała Otto Vellingka. 19 lipca 1701 przegrywa w bitwie nad Dźwiną oraz bierze udział w przegranej bitwie pod Kliszowem 19 lipca 1702. 2 maja 1703 dowodził w bitwie pod Pułtuskiem, gdzie jego wojsko zostało rozbite i wzięte do niewoli przy minimalnych stratach własnych Szwedów.
Ponownie w służbie Republiki Weneckiej. W 1705 otrzymuje Žinkovy, Nebílovy i Netunice w Czechach i w 1706 zleca budowę pałacu w Nebílovach Jakobowi Augustonowi z Pilzna. Został pochowany w kościele w Prusínach.